# Lisp Machines
Lisp Machines Inc. (kurz LMI) war ein US-amerikanischer Hersteller von Lisp-Maschinen, einer bestimmten Art eines Computers. Das Unternehmen LMI wurde 1979 von Richard Greenblatt gegründet, um diejenigen Lisp-Maschinen weiterentwickeln und produzieren zu können, die er bereits mit anderen Hackern am MIT AI Lab entworfen hatte.
Das Unternehmen wurde im Jahr 1986 insolvent, wurde von einem kanadischen Investor aufgekauft und LMI versuchte als GigaMos Systems einen Neuanfang. Durch juristische Probleme des Investors geriet GigaMos Systems jedoch kurz nach der Gründung ebenfalls in Insolvenz.

## Geschichte
1973 begannen Richard Greenblatt und Tom Knight den Entwurf einer Lisp-Maschine. 1976 produzierten sie mit der MIT CONS einen ersten Prototyp. Nachdem das Projekt vorgestellt worden war und finanzielle Unterstützung durch die DARPA und andere Firmen erhalten hatte, wurde schnell klar, dass eine eigene Firma zur Entwicklung und Herstellung der Lisp-Maschinen gegründet werden musste. Jedoch kam es zu internen Streitigkeiten über das geplante Geschäftsmodell. Greenblatt wollte eine Firma gründen, die der Hackerethik des MIT AI Labs entsprach und ohne Risikokapital auskommen sollte. Russell Noftsker befürwortete jedoch eine traditionelle Firma. Da Noftsker bereits Erfahrung im Geschäftsleben hatte und es zu persönlichen Differenzen zwischen Greenblatt und einem Teil der Mitarbeiter des AI Labs kam, gelang es Noftsker, viele Mitarbeiter auf seine Seite zu ziehen. 1979 gründete er Symbolics Inc. Greenblatt gründete später im selben Jahr Lisp Machines Inc.

## Lisp-Maschinen von LMI
- LMI CADR – eine umverpackte MIT CADR
- LMI Lambda – wurde an Texas Instruments lizenziert und als TI Explorer I vertrieben.
- LMI K-Machine – konnte nicht mehr veröffentlicht werden, da LMI vorher in Insolvenz ging.[2]

### K-Machine
Die K-Machine war der Entwurf einer komplett neuen Lisp-Maschine, die im Gegensatz zu den anderen Lisp-Maschinen nicht mehr auf dem MIT Ursprungs-Design basierte. Der Entwurf begann Ende 1985 und sollte als Konkurrenz zu dem Symbolics-Ivory- und den TI-Explorer-Mikrochips entworfen werden. Die K-Machine war eine 32-Bit-Architektur (im Gegensatz zur 36-Bit-Architektur der Symbolics-Maschinen) und wurde nach RISC-Prinzipien entworfen.
Wegen der Insolvenz von LMI und GigaMos Systems konnte die K-Machine nie fertiggestellt werden.